# Opiliaceae
Opiliaceae je čeleď vyšších dvouděložných rostlin z řádu santálotvaré (Santalales). Jsou to vesměs dřeviny s jednoduchými střídavými listy, parazitující na kořenech hostitelských rostlin. Vyskytují se v tropech celého světa.

## Popis
Zástupci čeledi jsou dřeviny, parazitující na kořenech jiných rostlin. Mohou to být stromy, keře i liány. Listy jsou jednoduché, střídavé, celokrajné, se zpeřenou žilnatinou, bez palistů. Listy bývají dvouřadě rozloženy a často obsahují cystolity, nápadné zejména v suchém stavu. Květenství jsou úžlabní, případně vyrůstají přímo z kmenů a větví (kauliflorie). Květy jsou malé, pravidelné, nejčastěji pětičetné, oboupohlavné nebo jednopohlavné, uspořádané v květenstvích různých typů. Okvětní lístky jsou volné nebo částečně srostlé. Tyčinek je stejný počet jako okvětních lístků. V květech je přítomen kruhovitý až číškovitý nektáriový disk. Semeník je svrchní nebo částečně zanořený do disku, s jediným vajíčkem v jediném plodolistu. Čnělka je krátká nebo je blizna přisedlá. Plodem je peckovice s olejnatým endospermem.

## Rozšíření
Čeleď zahrnuje asi 33 druhů v 10 rodech. Je rozšířena v tropech celého světa, přičemž největší diversity dosahuje v Africe a Asii. V tropické Americe je zastoupena pouze rodem Agonandra.

## Ekologické interakce
Opiliaceae jsou poloparazité, připojující se pod zemí haustorii ke kořenům hostitelských rostlin, z nichž čerpají vodu a živiny.

## Taxonomie
V minulosti byli zástupci této čeledi řazeni nejčastěji do čeledi santálovité (Santalaceae, Cronquist) nebo Olacaceae. Podle kladogramů APG je nejblíže příbuznou větví čeleď santálovité (Santalaceae).

## Zástupci
- omedka (Cansjera)

## Význam
Mladé listy a květenství některých druhů (Champereia, Melientha) jsou v jihovýchodní Asii často používány jako zelenina. Plody druhu Agonandra brasiliensis jsou jedlé a z hydrogenovaného oleje je připravována náhrada kaučuku.

## Přehled rodů
Agonandra, Cansjera, Champereia, Gjellerupia, Lepionurus, Melientha, Opilia, Pentarhopalopilia, Rhopalopilia, Urobotrya